# Zena nostra - 1ª raccolta
Zena nostra - 1ª raccolta è un album antologico pubblicato nel 1974. 
Seguirà un secondo album,  Zena nostra - 2ª raccolta, edito sempre nel 1974 a breve distanza.

## Tracce
Lato A
1. Trilli Trilli (Anonimo, Darini)
2. Senza moae (Isopiro)
3. Arvi o barcon Rosin (Niliomi, Funky)
4. Vegie carossette (Niliomi, Funky)
5. Miagette de crose (Usai, Belleno, Merli)

Lato B
1. O ricordo (Anselmi, Antola)
2. Nustalgia (Niliomi, Funky)
3. Mille passi (Usai, Belleno, Merli)
4. Chitara zeneise (Bergonzi)
5. A figgia do Pipotto (Niliomi, Funky)